# بؤرة (هندسة رياضية)

النقطة F هي بؤرة للقطع الناقص الأحمر، والقطع المكافئ الأخضر والقطع الزائد الأزرق.

في الهندسة الرياضية، البؤرة أو المحرق (باللاتينية: focus) هو نقطة تستخدم لوصف القطوع المخروطية. أنواع القطوع المخروطية الأربعة هي، الدائرة، القطع المكافئ، القطع الناقص، القطع الزائد.
تقع البؤرة دائماً على محور تناظر القطع المخروطي.

## أنواع البؤر
- في القطع الناقص، مجموعة المسافات بين أي نقطة من محيط القطع الناقص عن بؤرتين تكون متساوية.
- في الدائرة، توجد بؤرة واحدة فقط وهي مركز الدائرة.
- في القطع الزائد، يكون فرق المسافة عن البؤرتين متساوي.
- في القطع المكافئ، أيضاً توجد بؤرة واحدة فقط، ولكن يوجد مستقيم اسمه الدليل بحيث أن أي نقطة من القطع تكون متساوية البعد عن البؤرة وعن الدليل.